# Città libere di Mentone e Roccabruna
Città libere di Mentone e Roccabruna (in francese: Villes libres de Menton et Roquebrune) era il nome dato all'unione delle due città libere di Mentone e Roccabruna sotto la protezione del Regno di Sardegna.

## Storia
Nel 1847 vi furono sommosse contro il Principe di Monaco, Florestano I di Monaco, nelle cittadine di Mentone e Roccabruna dovuto alla allora relativa povertà del principato (non ancora la ricca meta del turismo che divenne poco dopo).
Il 25 novembre 1847, su richiesta del futuro principe di Monaco, allora erede al trono, Carlo III, nelle due città venne restaurato l'ordine dal Regno di Sardegna.
Il 2 marzo 1848 Mentone si dichiarò città libera con a capo Carlo Trenca. Il 21 marzo nacque ufficialmente l'unione delle Città libere di Mentone e Roccabruna, sotto protezione del Regno di Sardegna e con a capo il sindaco di Mentone, Carlo Trenca.
Il 28 maggio il presidente Carlo Trenca dichiarò decaduti i Grimaldi nelle due città. Nel giugno 1848 si verificò un plebiscito per l'annessione delle due città alla Contea di Nizza (Regno di Sardegna), che passò con 568 voti favorevoli, cioè tutta la popolazione che aveva diritto di voto. Dal 18 settembre 1848 lo Statuto albertino entrò in vigore temporaneamente al posto di quello monegasco.
Il 30 aprile 1849 Carlo Trenca si dimise e le due città il 1º maggio 1849 passarono sotto la Contea di Nizza, ma il sindaco di Mentone rimase Carlo Trenca.
Dal 1849 al 1860 le due città furono de jure appartenenti al Principato di Monaco ma de facto del Regno di Sardegna. La questione venne risolta nell'ambito della cessione della contea di Nizza, promessa dagli accordi di Plombières e poi disciplinata dal Trattato di Torino (1860): infatti le due città, dopo un plebiscito pilotato dal governo piemontese e dalla Francia, passarono a quest'ultima il 2 febbraio 1861.
Il nizzardo Giuseppe Garibaldi si oppose strenuamente a questi accordi, ritenendoli un tradimento alla causa risorgimentale promossa da Carlo Trenca (deceduto nel 1853).
Napoleone III pagò 4 milioni di franchi-oro al principe Carlo III di Monaco e promise la costruzione di una stazione sulla linea Marsiglia-Ventimiglia nel Principato di Monaco e di una strada litoranea. In cambio i Grimaldi avrebbero rinunciato a qualunque diritto sulle due città.
Quindi dopo gli accordi di Plombières si concluse de facto e de jure l'indipendenza delle due città.

### Dichiarazione di indipendenza del 21 marzo 1848
"La Commission de Menton, de concert avec celle de Roquebrune, réunie en séance extraordinaire:
Attendu que depuis l'organisation du gouvernement provisoire, constitué le 2 de ce mois, tous les actes officiels du prince, loin de tendre à faire disparaître les causes qui ont nécessité cette détermination du peuple, n'ont eu d'autre but que d'accroître l'exaspération publique;
Que la révocation de tous les officiers publics faisant partie de la commission a rendu impossibles tous les actes de l'état civil, les actes à cause de mort, et toute transaction sociale;
Que des tentatives ont été faites à l'extérieur pour entraver tout commerce d'exportation, seule ressource du pays;
Qu'en jetant ainsi la perturbation dans les intérêts, le Pouvoir n'a visé qu'à amener le désordre et l'anarchie;
Attendu qu'une pareille situation ne saurait se prolonger plus longtemps, et qu'il est urgent de la régulariser;
La Commission, adhérant à la volonté unanime et énergique du peuple de briser irrévocablement avec un pouvoir dont les monopoles, l'arbitraire et l'oppression ont été depuis trente-trois ans la seule et unique pensée, les seuls moyens de gouvernement;
Arrête à l'unanimité:
La ville de Menton, dont Roquebrune demeure une annexe, est proclamée ville libre et indépendante, sous la protection de la Sardaigne (comme devant), pour ne plus faire partie de la principauté de Monaco
La limite qui séparait la commune de Roquebrune de celle de Monaco fixera la ligne de démarcation du territoire appartenant à la ville libre de Menton.
Le pavillon adopté se compose des couleurs suivantes placées verticalement, savoir:
Le vert, attaché à la hampe;
Le blanc, ayant au centre deux mains entrelacées;
Et le rouge, flottant à l'extrémité.
Les lois existantes continueront à être en vigueur jusqu'à ce qu'il soit ultérieurement statué.
Le président de la Commission et les consuls sont chargés de notifier à qui de droit le présent arrêté.
Menton, ville libre".

### Uno dei primi tricolori del Risorgimento
Su ispirazione di Carlo Trenca, la bandiera adottata (sul modello delle repubbliche rivoluzionarie italiane) fu il tricolore verde-bianco-rosso con al centro un emblema costituito da due mani che si stringono, simbolo dell'unione tra le due città di Mentone e Roccabruna.
Questo tricolore fu uno dei primi del Risorgimento italiano, secondo Ermanno Amicucci nel suo libro Nizza e l'Italia.